# Plumularia mossambicae
Plumularia mossambicae är en nässeldjursart som beskrevs av Wilfrid Arthur Millard 1975. Plumularia mossambicae ingår i släktet Plumularia och familjen Plumulariidae. Inga underarter finns listade i Catalogue of Life.